# Campionati norvegesi di sci alpino 2002
I Campionati norvegesi di sci alpino 2002 si sono svolti a Ål, Hafjell e Kvitfjell dal 14 marzo al 13 aprile. Il programma ha incluso gare di discesa libera, supergigante, slalom gigante, slalom speciale e combinata, tutte sia maschili sia femminili.
Trattandosi di competizioni valide anche ai fini del punteggio FIS, hanno potuto partecipare anche sciatori di altre federazioni, senza che questo consentisse loro di concorrere al titolo nazionale norvegese.

## Risultati

### Uomini

#### Discesa libera
| Pos. | Atleta                | Nazione  | Tempo   |
| ---- | --------------------- | -------- | ------- |
| 1    | Kjetil André Aamodt   | Norvegia | 1:30,73 |
| 2    | Patrik Järbyn         | Svezia   | 1:30,96 |
| 3    | Trygve Sande          | Norvegia | 1:31,33 |
| 4    | Aksel Lund Svindal    | Norvegia | 1:32,04 |
| 5    | Lasse Paulsen         | Norvegia | 1:32,15 |
| 6    | Kenneth Sivertsen     | Norvegia | 1:32,40 |
| 7    | Knut Arne Furseth     | Norvegia | 1:33,05 |
| 8    | Stein Kristian Strand | Norvegia | 1:33,07 |
| 9    | Vebjørn Løfoll        | Norvegia | 1:33,09 |
| 10   | Charlie Bergendahl    | Svezia   | 1:33,42 |

Data: 14 marzo

Località: Kvitfjell

#### Supergigante
| Pos. | Atleta              | Nazione  | Tempo   |
| ---- | ------------------- | -------- | ------- |
| 1    | Kjetil André Aamodt | Norvegia | 1:23,38 |
| 2    | Lasse Paulsen       | Norvegia | 1:23,62 |
| 3    | Kenneth Sivertsen   | Norvegia | 1:24,51 |
| 4    | Aksel Lund Svindal  | Norvegia | 1:24,59 |
| 5    | Andreas Damstuen    | Norvegia | 1:24,78 |
| 6    | Andreas Løchen      | Norvegia | 1:25,02 |
| 7    | Kai Are Fossland    | Norvegia | 1:25,24 |
| 8    | Charlie Bergendahl  | Svezia   | 1:25,29 |
| 9    | Lars Ola Kjos       | Norvegia | 1:25,40 |
| 10   | Jarl Rune Kjæmperud | Norvegia | 1:25,43 |

Data: 16 marzo

Località: Hafjell

#### Slalom gigante
| Pos. | Atleta                | Nazione  | Tempo   |
| ---- | --------------------- | -------- | ------- |
| 1    | Truls Ove Karlsen     | Norvegia | 2:27,31 |
| 2    | Bjarne Solbakken      | Norvegia | 2:27,85 |
| 3    | Stein Kristian Strand | Norvegia | 2:28,45 |
| 4    | Lasse Paulsen         | Norvegia | 2:28,79 |
| 5    | Kenneth Sivertsen     | Norvegia | 2:28,99 |
| 6    | Patrik Järbyn         | Svezia   | 2:29,03 |
| 7    | Petter Søhol Røring   | Norvegia | 2:29,60 |
| 8    | Aksel Lund Svindal    | Norvegia | 2:29,74 |
| 9    | Jarl Rune Kjæmperud   | Norvegia | 2:29,97 |
| 10   | Kai Are Fossland      | Norvegia | 2:29,98 |

Data: 13 aprile

Località: Ål

#### Slalom speciale
| Pos. | Atleta                         | Nazione   | Tempo   |
| ---- | ------------------------------ | --------- | ------- |
| 1    | Tom Stiansen                   | Norvegia  | 1:36,80 |
| 2    | Andreas Nilsen                 | Norvegia  | 1:36,88 |
| 3    | Harald Christian Strand Nilsen | Norvegia  | 1:36,90 |
| 4    | Truls Ove Karlsen              | Norvegia  | 1:36,91 |
| 5    | Aksel Lund Svindal             | Norvegia  | 1:37,40 |
| 6    | Petri Härkönen                 | Finlandia | 1:37,47 |
| 7    | Kjetil André Aamodt            | Norvegia  | 1:37,55 |
| 8    | Lars Elton Myhre               | Norvegia  | 1:37,65 |
| 9    | Jouni Kaitala                  | Finlandia | 1:37,91 |
| 10   | Tor Henning Fodnesbergene      | Norvegia  | 1:38,42 |

Data: 18 marzo

Località: Hafjell

#### Combinata
| Pos. | Atleta              | Nazione  |
| ---- | ------------------- | -------- |
| 1    | Kjetil André Aamodt | Norvegia |
| 2    | ?                   | ?        |
| 3    | ?                   | ?        |

### Donne

#### Discesa libera
| Pos. | Atleta                | Nazione  | Tempo   |
| ---- | --------------------- | -------- | ------- |
| 1    | Ingeborg Helen Marken | Norvegia | 1:34,70 |
| 2    | Dagný Kristjánsdóttir | Islanda  | 1:37,36 |
| 3    | Anne Marie Müller     | Norvegia | 1:38,68 |
| 4    | Kristin Berild Ose    | Norvegia | 1:39,47 |
| 5    | Pia Rivelsrud         | Norvegia | 1:39,79 |
| 6    | Anna-Lena Hansson     | Svezia   | 1:41,06 |
| 7    | Trude Flø Johnsen     | Norvegia | 1:41,27 |
| 8    | Ingrid Oldertrøen     | Norvegia | 1:42,21 |

Data: 14 marzo

Località: Kvitfjell

#### Supergigante
| Pos. | Atleta                | Nazione  | Tempo   |
| ---- | --------------------- | -------- | ------- |
| 1    | Ingeborg Helen Marken | Norvegia | 1:28,24 |
| 2    | Kristine Heggelund    | Norvegia | 1:30,12 |
| 3    | Lisa Bremseth         | Norvegia | 1:30,94 |
| 4    | Pia Rivelsrud         | Norvegia | 1:31,81 |
| 5    | Pia Nic Gundersen     | Norvegia | 1:32,47 |
| 6    | Anniken Borgen        | Norvegia | 1:32,63 |
| 7    | Trude Flø Johnsen     | Norvegia | 1:32,84 |
| 8    | Anna-Lena Hansson     | Svezia   | 1:33,31 |
| 9    | Pia Borgen            | Norvegia | 1:33,39 |
| 10   | Elisabeth Meyer       | Norvegia | 1:33,75 |

Data: 16 marzo

Località: Hafjell

#### Slalom gigante
| Pos. | Atleta                | Nazione  | Tempo   |
| ---- | --------------------- | -------- | ------- |
| 1    | Andrine Flemmen       | Norvegia | 2:34,13 |
| 2    | Stina Hofgård Nilsen  | Norvegia | 2:34,54 |
| 3    | Anne Marie Müller     | Norvegia | 2:35,96 |
| 4    | Kristine Heggelund    | Norvegia | 2:36,46 |
| 5    | Pia Borgen            | Norvegia | 2:36,61 |
| 6    | Dagný Kristjánsdóttir | Islanda  | 2:37,45 |
| 7    | Line Viken            | Norvegia | 2:37,68 |
| 8    | Tone Jersin Ansnes    | Norvegia | 2:37,71 |
| 9    | Bente Giljarhus       | Norvegia | 2:37,81 |
| 10   | Marie Älvstrand       | Svezia   | 2:38,35 |

Data: 13 aprile

Località: Ål

#### Slalom speciale
| Pos. | Atleta               | Nazione  | Tempo   |
| ---- | -------------------- | -------- | ------- |
| 1    | Trine Bakke          | Norvegia | 1:40,13 |
| 2    | Line Viken           | Norvegia | 1:40,71 |
| 3    | Trude Flø Johnsen    | Norvegia | 1:42,06 |
| 4    | Andrine Flemmen      | Norvegia | 1:42,76 |
| 5    | Stina Hofgård Nilsen | Norvegia | 1:43,29 |
| 6    | Anette Lauritzen     | Norvegia | 1:44,72 |
| 7    | Hege Olsen           | Norvegia | 1:46,43 |
| 8    | Tone Jersin Ansnes   | Norvegia | 1:47,84 |
| 9    | Vibeke Wilhelmsen    | Norvegia | 1:48,24 |
| 10   | Anniken Borgen       | Norvegia | 1:48,40 |

Data: 18 marzo

Località: Hafjell

#### Combinata
| Pos. | Atleta            | Nazione  |
| ---- | ----------------- | -------- |
| 1    | Trude Flø Johnsen | Norvegia |
| 2    | ?                 | ?        |
| 3    | ?                 | ?        |